# Mamerthes nigrilinea
Mamerthes nigrilinea là một loài bướm đêm trong họ Noctuidae.